# Chrysodema eximia
Chrysodema eximia es una especie de escarabajo del género Chrysodema, familia Buprestidae. Fue descrita científicamente por Laporte & Gory en 1835.